# Femme Faune agenouillée
 (avril 2022).
Si vous disposez d'ouvrages ou d'articles de référence ou si vous connaissez des sites web de qualité traitant du thème abordé ici, merci de compléter l'article en donnant les références utiles à sa vérifiabilité et en les liant à la section « Notes et références ».
Le Faune féminin agenouillé est une sculpture de l'artiste français Auguste Rodin. 

## Description et variantes
Variante de son œuvre Le Martyr, elle est réalisée en bronze. Elle a été initialement conçue en 1884 et exposée en 1889 dans la galerie de Georges Petit.
Elle existe en deux variantes contemporaines. La première présente des traits animaux et une tête droite, tandis que la seconde penche la tête vers la droite avec une expression plus douce. Toutes deux ont probablement été modelées sur Carmen Visconti de Fiesole en Italie, qui a posé pour Rodin entre 1880 et 1893. Elle a été utilisée dans la moitié gauche du panneau supérieur de La Porte de l'Enfer.